# Tommy Brown
Tommy Brown (Lumpkin, 1931. május 27. – Atlanta, 2016. március 12.) amerikai rhythm and blues énekes.

## Pályafutása
„Weepin” Tommy Brown legendás bluesénekes, szórakoztatóiparos volt: mindenkit táncra, énekre, nevetésre, olykor sírásra késztethetett minden éjjel.
Az ötvenes évek klasszikus blues-felvételeitől – köztük a becenevét elnyerő 1951-es „Weepin & Cryin” című slágertől kezdve – Bill Doggett, Willie Dixon és Big Walter Horton híres felvételein át egészen a hőn áhított tréfás lemezekig.
Az 1960-as évek végén mindenütt, mindenkivel fellépett. Több mint 75 éve show-bizniszben felejthetetlenné tette mindazoknak, akik fellépni látták.
103 éves koromban szeretnék nyugdíjba menni... és új szakmát tanulni, ami megtanítja embereket, hogy hogyan kell szeretni.

## Albumok
- 1956: Everybody Dance the Honky Tonk (With Bill Doggett; King Records)
- 1967: I Aint Ly'ing (Live From The Club) (T & L Productions)
- 1968: I Ain't Lying, Vol. Two: Live From The Shed House (TNL Productions)
- 1973: Soul Brother In Heaven And Hell (TNL Productions)
- 2004: Remember Me (Bonedog Records)
- 2009: Rockin' Away My Blues (Bonedog Records)

### Kislemezek
https://en.wikipedia.org/wiki/Tommy_Brown_(singer)#Singles

## Díjak
- 2015: Blues Hall of Fame